# Nawira M19 2009
El Nawira M19 del 2009 fue la 4° edición del torneo de rugby juvenil de la confederación norteamericana.
Se disputó en las Islas Caimán.

## Equipos participantes
- Selección juvenil de rugby de Bahamas
- Selección juvenil de rugby de Bermudas
- Selección juvenil de rugby de Guyana
- Selección juvenil de rugby de Islas Caimán
- Selección juvenil de rugby de Jamaica
- Selección juvenil de rugby de México
- Selección juvenil de rugby de Trinidad y Tobago

## Posiciones

### Cuartos de final
- Los ganadores avanzaron a semifinales y los perdedores al Bowl

| 5 de julio | Jamaica | 34 - 9 | Bahamas |  |  |

| 5 de julio | México | 33 - 0 | Bermudas |  |  |

| 11 de julio | Trinidad y Tobago | 23 - 5 | Guyana |  |  |

### Bowl
| Pos. | Equipo   | Encuentros | Encuentros | Encuentros | Encuentros | Tantos  | Tantos    | Tantos     | Puntos |
| Pos. | Equipo   | jugados    | ganados    | empatados  | perdidos   | a favor | en contra | diferencia | Puntos |
| ---- | -------- | ---------- | ---------- | ---------- | ---------- | ------- | --------- | ---------- | ------ |
| 1    | Bermudas | 2          | 2          | 0          | 0          | 109     | 0         | + 109      | 10     |
| 2    | Jamaica  | 2          | 1          | 0          | 1          | 39      | 88        | - 49       | 5      |
| 3    | Bahamas  | 2          | 0          | 0          | 2          | 10      | 70        | - 60       | 0      |

|  | Ganador Bowl |

| 7 de julio | Bermudas | 31 - 0 | Bahamas |  |  |

| 9 de julio | Guyana | 39 - 10 | Bahamas |  |  |

| 11 de julio | Bermudas | 78 - 0 | Guyana |  |  |

### Semifinales
| 8 de julio | Islas Caimán | 28 - 22 | México |  |  |

| 8 de julio | México | 22 - 14 | Trinidad y Tobago |  |  |

### Definición 3° puesto
| 11 de julio | Trinidad y Tobago | 21 - 0 | Jamaica |  |  |

### Final
| 11 de julio | Islas Caimán | 18 - 8 | México |  |  |

| Bandera de Islas Caimán |
| Campeón Islas Caimán    |
| Segundo título          |